# Колібрі сапфіровочубий
Колі́брі сапфіровочубий (Stephanoxis lalandi) — вид серпокрильцеподібних птахів родини колібрієвих (Trochilidae). Ендемік Бразилії. Вид названий на честь французького натураліста Пьєра-Антуана Делаланда. Пурпуровочубий колібрі раніше вважався підвидом сапфіровочубого колібрі, однак був визнаний окремим видом.

## Опис

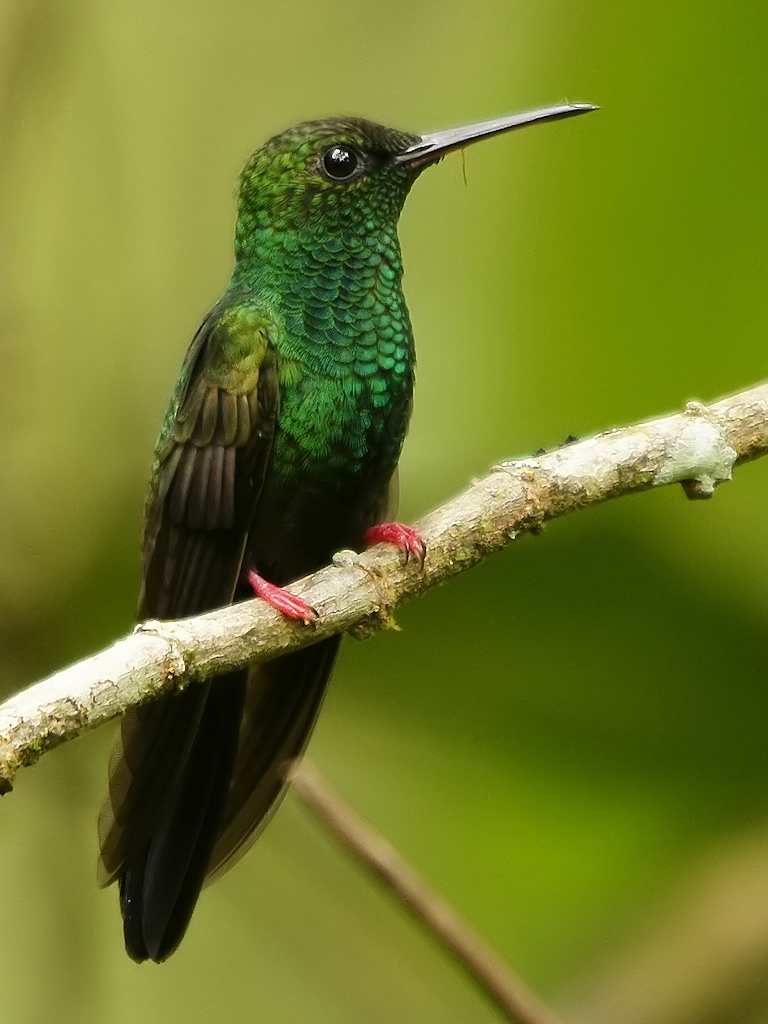
Бронзовохвостий колібрі-білогуз

Довжина птаха становить 8 см, вага 3,4 г. У самців верхня частина тіла, надхвістя і центральні стернові пера бронзово-золотисто-зелені, скроні, шия з боків, боки і гузка сірі, решта нижньої частини тіла темно-синьо-фіолетова, блискуча. За очима невеликі білі плями, крила темно-фіолетові. Крайні стернові пера зелені з широкою металево-синьою смугою на кінці і сірими кінчиками. На голові помітний, тонкий золотисто-зелений чуб з видовженим пурпурово-чорним пером. Дзьоб тонкий, прямий, чорний, довжиною 17 мм. Лапи чорні. У самиць верхня частина тіла, крила і плями за очима такі ж, як у самців, нижня частина тіла сіра з легким охристим відтінком. Крайні стернові пера на кінці мають синю смугу, кінчики у них білі. Чуб у них помітно менш виражений.

## Поширення і екологія
Сапфіровочубі колібрі поширені на південному сході Бразилії, від південного Мінас-Жерайса до Еспіріту-Санту, Ріо-де-Жанейро і північно-східного Сан-Паулу. Вони живуть у вологих атлантичних лісах та у вологих чагарникових заростях, на висоті до 900 м над рівнем моря. Живляться нектаром квітів, а також дрібними комахами. Сезон розмноження триває з жовтня по березень. На початку сезону розмноження самці токують, приваблюючи самиць. В кладці 2 яйця, інкубаційний період триває 14 днів, пташенята покидають гніздо через 28 днів після вилуплення.